# フォックス・テリア

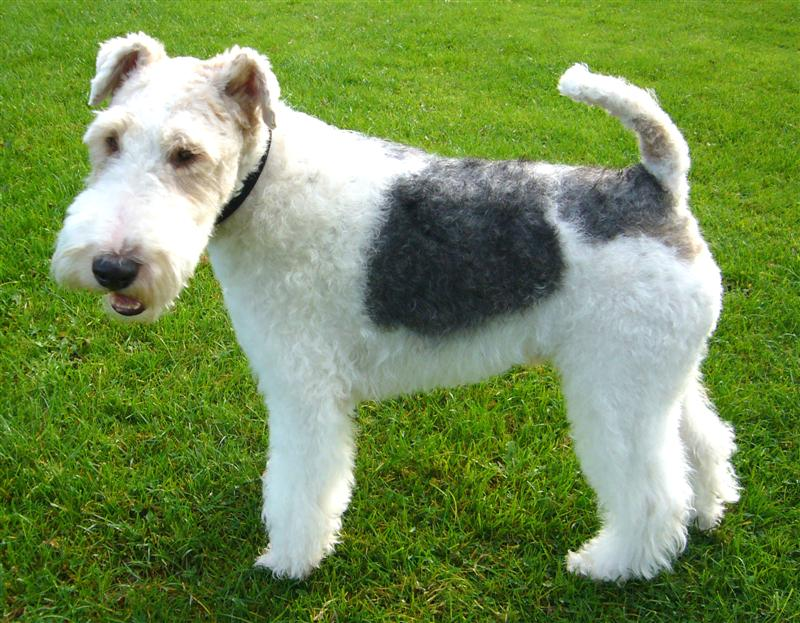
ワイアー・フォックス・テリア

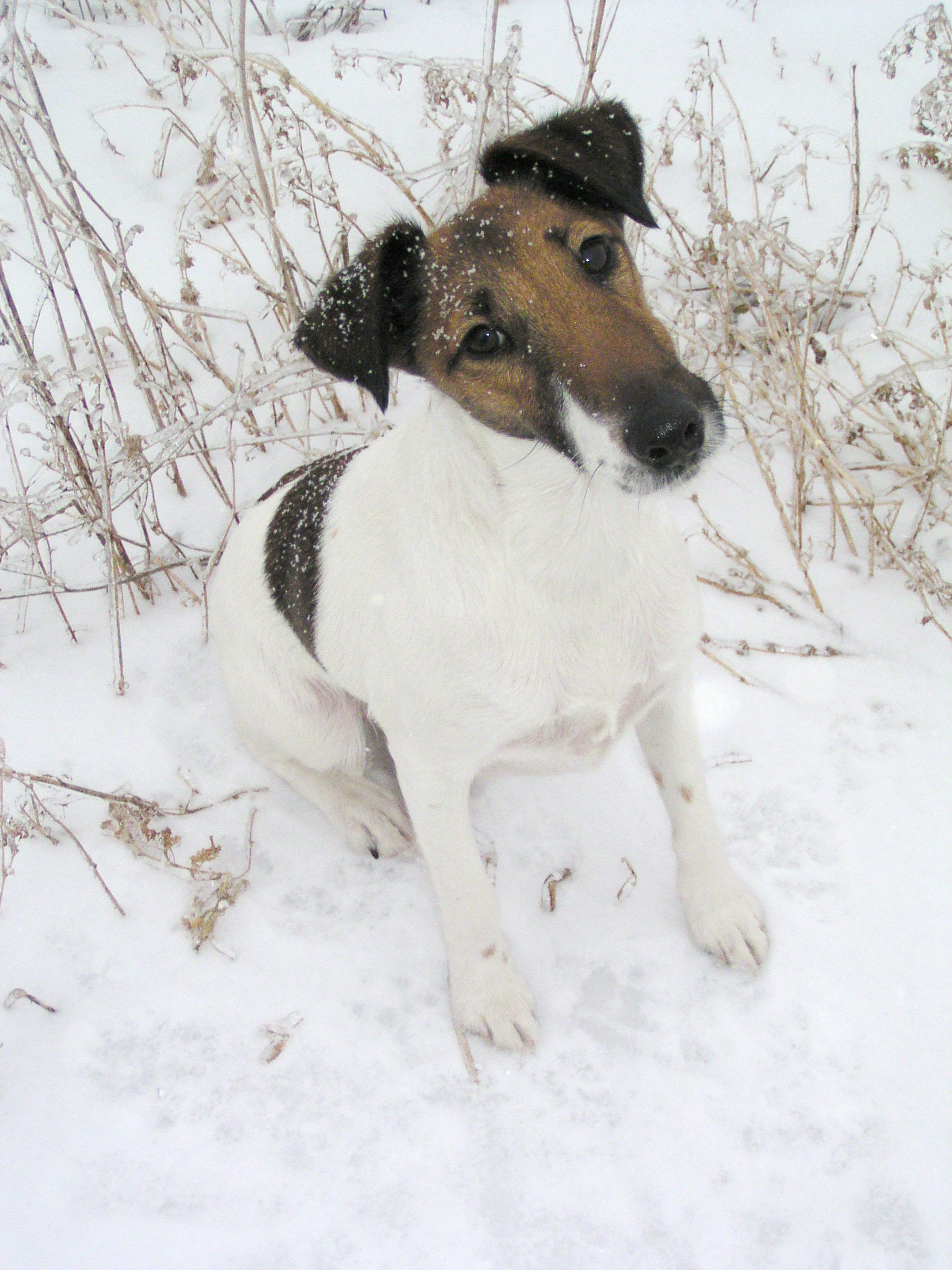
スムース・フォックス・テリア

フォックス・テリアとは、キツネ狩りに特化したイングランド原産のテリア犬種である。品種改良が進められる中で、19世紀後半には、スムース・フォックス・テリアとワイアー・フォックス・テリアの2種に分けられた。また、この2種をもとに作られた犬種や、容姿の似た犬種が多数ある。これらの犬種の多くは、小型でスクウェアな体格で、マズルと脚がやや長く、硬めの被毛を持ち、垂れ耳又はボタン耳（立っているが先が垂れていて耳孔をふさいでいる耳形）に垂れ尾（断尾する種類もある）といった容姿がよく似ているが、専門家にはすぐに見分けがつくという。また、いずれの種も穴を掘る事が大好きで活発である。

## フォックス・テリア
スムース・フォックス・テリア（英：Smooth Fox Terrier ）
イングランド原産。この犬種群の由来となった犬種である。現地などでは現在もワーキング・テリアとしてキツネ狩りに用いられている。原産地外の国ではペットとしても地味ながら根強い人気があるが、日本ではワイア・フォックス・テリアやジャック・ラッセル・テリアの人気の陰に隠れてあまり年間登録頭数が多くなく、未登録の年度も少なくない。
ワイアーヘアード・フォックス・テリア（英：Wire Fox Terrier）
イングランド原産。1870年代にスムース・フォックス・テリアと別犬種とされるようになり、両種間の交配が禁じられるようになった。現在では世界的にスムースよりも人気が高い。

## フォックス・テリアから作出された犬種

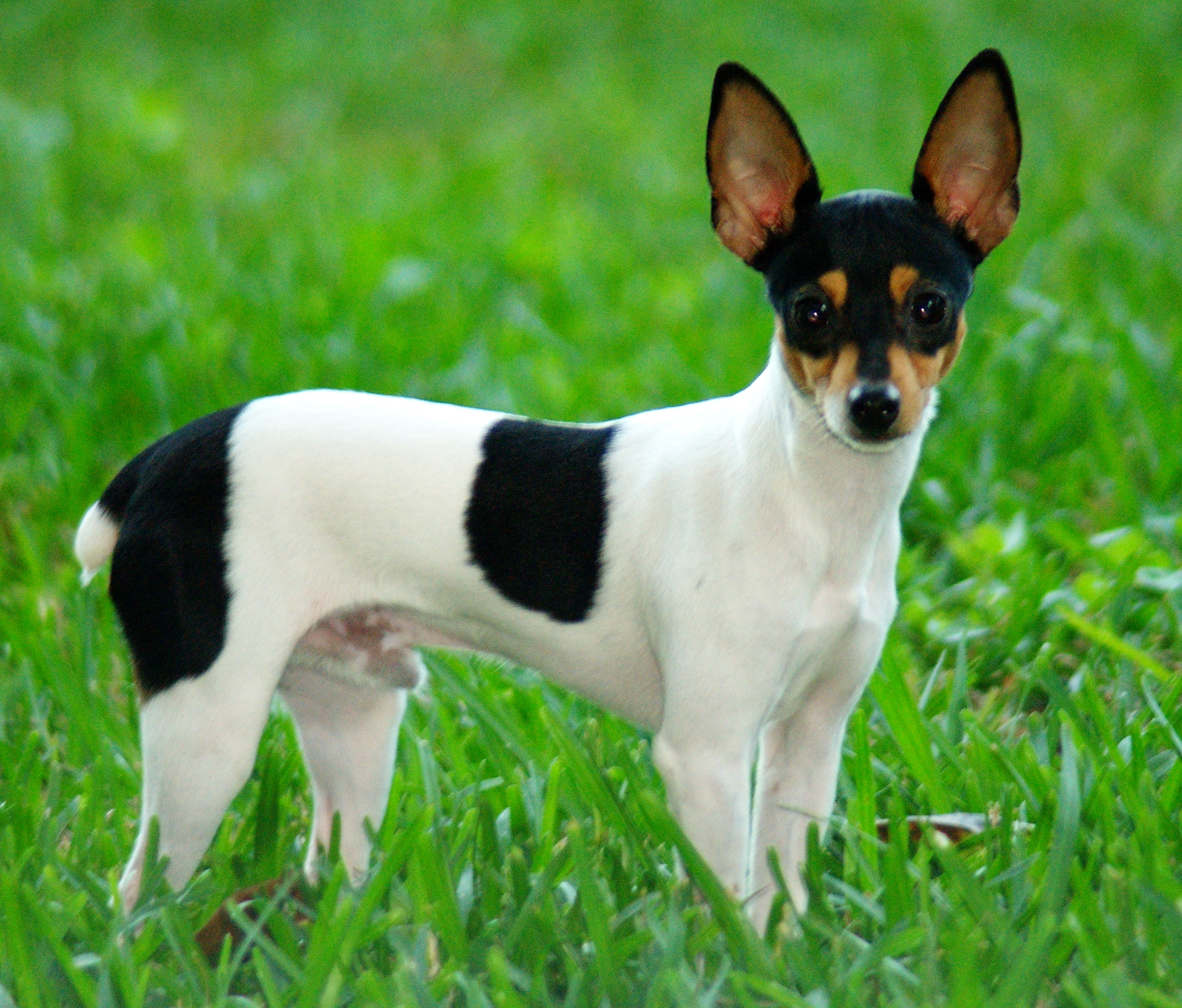
トイ・フォックス・テリア

ジャック・ラッセル・テリア（ラッセル・テリア）（英：Jack Russell Terrier）
イングランド原産。現在の日本ではフォックス・テリアの近縁種の中で最も知名度が高く、人気のある犬種である。もとはキツネ狩りに使われていて、外見よりも能力を重視して作出されたため現在でもコートにバリエーションがあり、スムース、ラフ、ワイアの3種類のタイプがある。
パーソン・ラッセル・テリア (英：Parson Russell Terrier）
イングランド原産。ジャック・ラッセル・テリアから派生した犬種で、厳格なスタンダードによって容姿を定めた犬種として作られた。キツネ狩りに使われる他、ペットとしても飼育されていて、日本にも年に数頭登録されている。
ラット・テリア（英：American Rat Terrier）
アメリカ合衆国原産。スムース・フォックス・テリアとマンチェスター・テリアなどを掛けあわせて作られた。もとはネズミ狩りの犬種だが、ペットとしても人気がある。
テディ・ルーズベルト・テリア（英：Teddy Roosevelt Terrier）
アメリカ合衆国原産。名前はラット・テリアの熱烈な愛好家であったセオドア・ルーズベルト元アメリカ合衆国大統領にちなみ、ラット・テリアのより脚の短い種である。
アメリカン・ヘアレス・テリア（英：American Hairless Terrier）
アメリカ合衆国原産。ラット・テリアの突然変異の無毛個体を基に作出された愛玩用犬種である。ヘアレス犬種のルーツを紐解く重要な手がかりにもなった。
トイ・フォックス・テリア（英：Toy Fox Terrier）
アメリカ合衆国原産。ペット兼ネズミ狩りのための犬種を作り出すため、スムース・フォックス・テリアにチワワやミニチュア・ピンシャーなどをかけ合わせて作出された。小柄で華奢だがフォックス・テリアの特徴を残している。又、耳と瞳が大きい。
チリアン・テリア（英：Chilean Terrier ）
チリ原産。チリに持ち込まれたフォックス・テリアと土着の犬の交配によって生まれたネズミやキツネを狩るための犬種。
ブラジリアン・テリア（英：Brazilian Terrier）
ブラジル原産。ジャック・ラッセル・テリアがブラジルに渡り、他犬種と混血し固定したものである。非常に頭がよく、いたずらも大好きである。しつけや狩猟の方法もよく飲み込むため、原産国では人気の犬種である。

## 姿の似る犬種
アンダルシアン・マウス・ハンティング・テリア（英：Andalusian Mouse-Hunting Terrier）
スペインのアンダルシア地方原産。小型で本来はネズミ狩り用の犬種だが、キツネ狩りも行える。ジャック・ラッセル・テリアによく似る。
シーリデール・テリア（英：Sealydale Terrier）
南アフリカ原産の古い犬種。シーリハム・テリアとエアデール・テリアを交配させたものをもとに作出され、ネズミ狩りや害獣駆除に用いられていた。ジャック・ラッセル・テリアによく似る。1940年代に作出されたが、1960年代以降の記録が確認されていないため絶滅した可能性が高い。
テンターフィールド・テリア（英：Tenterfield Terrier）
オーストラリア原産。ミニ・フォクシーとも呼ばれ、さまざまなテリアの血を引くと考えられている。

## 関連が示唆される種
シュロプシャー・テリア（英：Shropshire Terrier）
イングランド原産の絶滅した種。19世紀中頃にフォックス・テリアにオールド・イングリッシュ・ブルドッグなどを交配して作られたと言われる。攻撃的な性格でキツネを追い出さずに殺してしまうためすぐに人気を失った。